# Megafilo

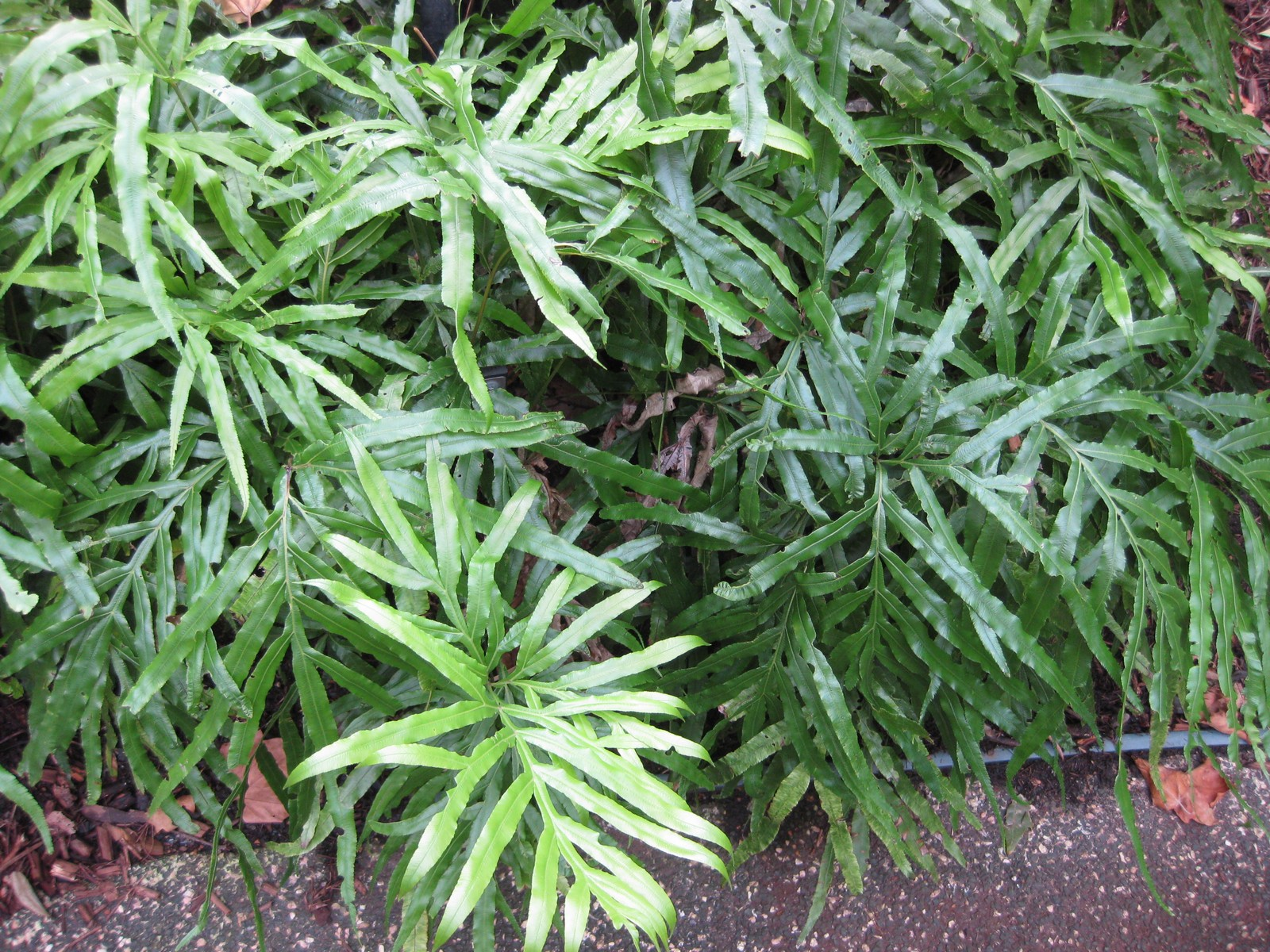
Megafilos en Pteris.

En botánica, un megafilo es una hoja aplanada, grande y vascularizada. Los megafilos de las pteridofitas se denominan frondes. Son hojas de gran tamaño, frecuentemente compuestas, con venación muy desarrollada. El crecimiento de los megafilos se debe a la actividad de un meristema apical persistente, cuya actividad —contrariamente a lo que ocurre en las espermatófitas— se prolonga durante mucho tiempo después que la hoja se ha desplegado. Las frondes simples presentan una lámina alargada, entera —como por ejemplo en Ophioglossum— aunque puede ser pinnatífida o pinnatisecta. En las frondes divididas la lámina puede ser pinnada con raquis simple —como en Polypodium vulgare— o bi- o tripinnada con raquis primario y ráquises secundarios o terciarios, como en Polystichum filix-mas. La venación más frecuente de las frondes es la venación dicotómica abierta, aunque puede ser reticulada, similar a la de las espermatófitas, como es el caso de Ophioglossum.